# Kostel svatého Oldřicha (Strachotín)
Kostel svatého Oldřicha je římskokatolický chrám ve Strachotíně okrese Břeclav. Jde o farní kostel římskokatolické farnosti Strachotín. Je chráněn jako kulturní památka.
Kostel svatého Oldřicha stojí na jižním okraji obce. Vznikl již ve 13. století a patří k nejstarším gotickým kostelům v okrese Břeclav. Byl podstatně upravován v letech 1575 a 1872, kdy dostal nynější podobu.
Jde o jednolodní stavbu s kněžištěm ukončeným pěti stranami osmiúhelníka, s obdélníkovou sakristií při jeho severní straně a čtyřhrannou věží s jehlanem v západním průčelí. Na výzdobě interiéru se podíleli malíř Franz Anton Maulbertsch a sochař Ondřej Schweigl.

## Galerie

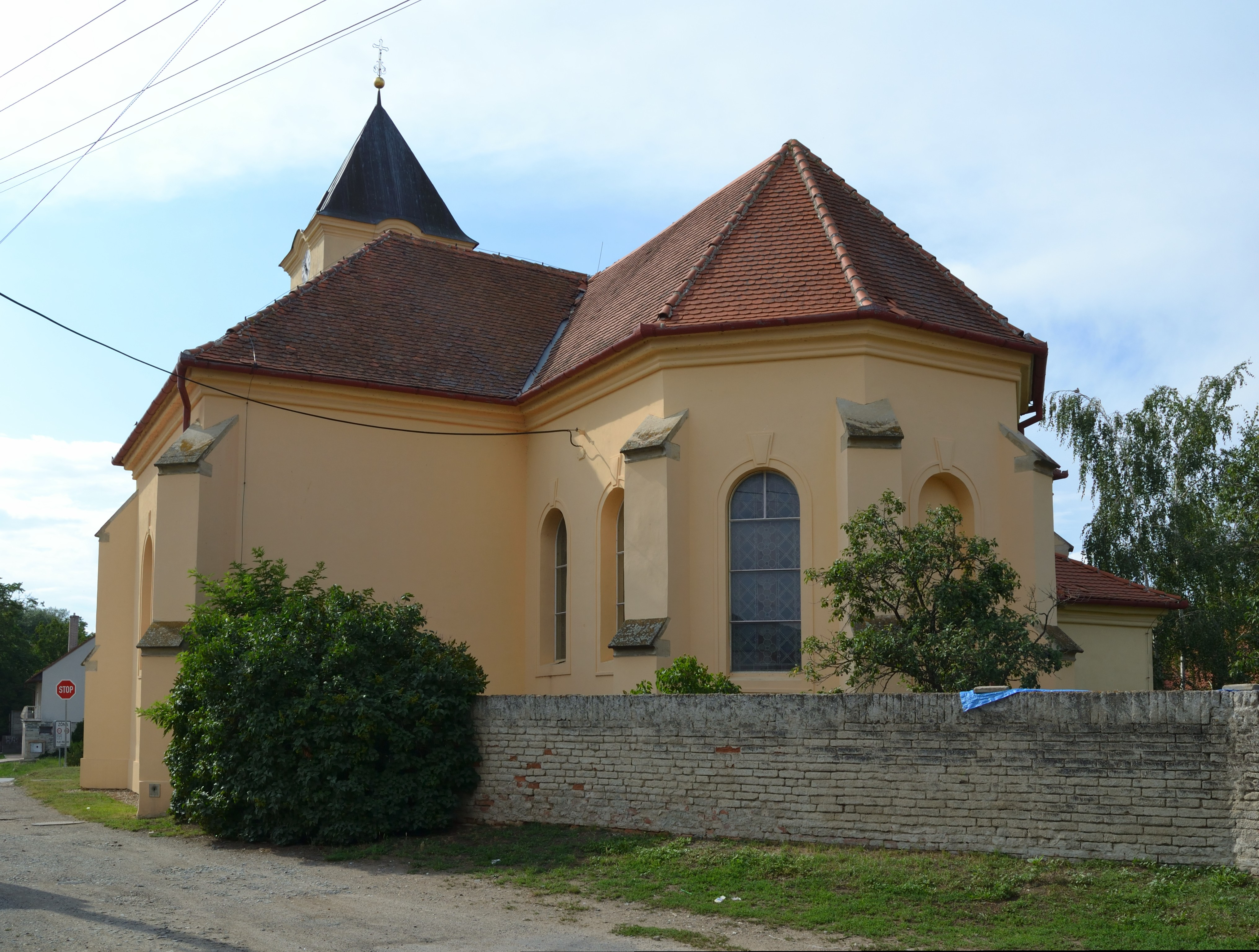
Pohled od východu, kněžiště
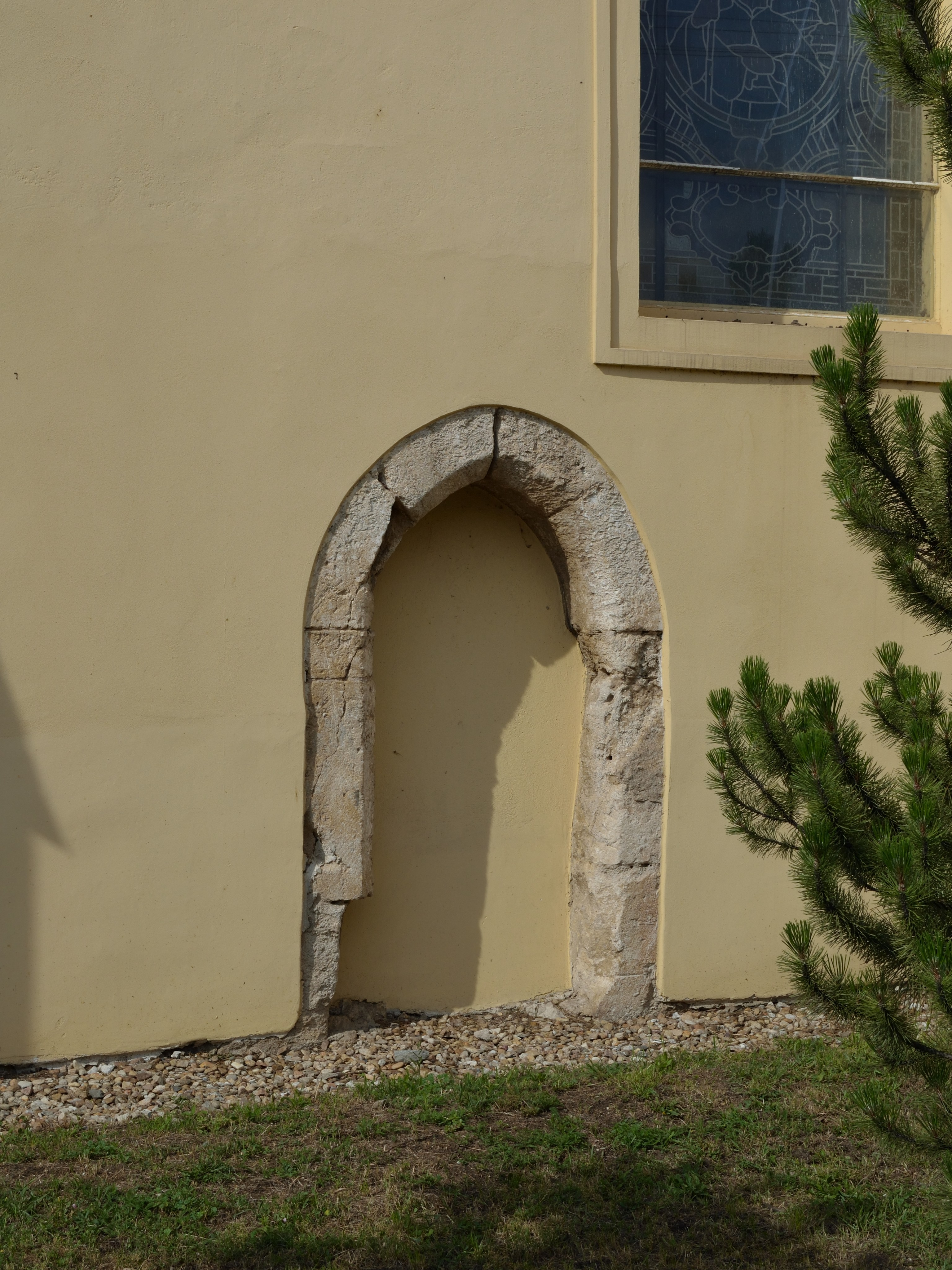
Gotické ostění zrušeného vstupu na jižní straně lodi
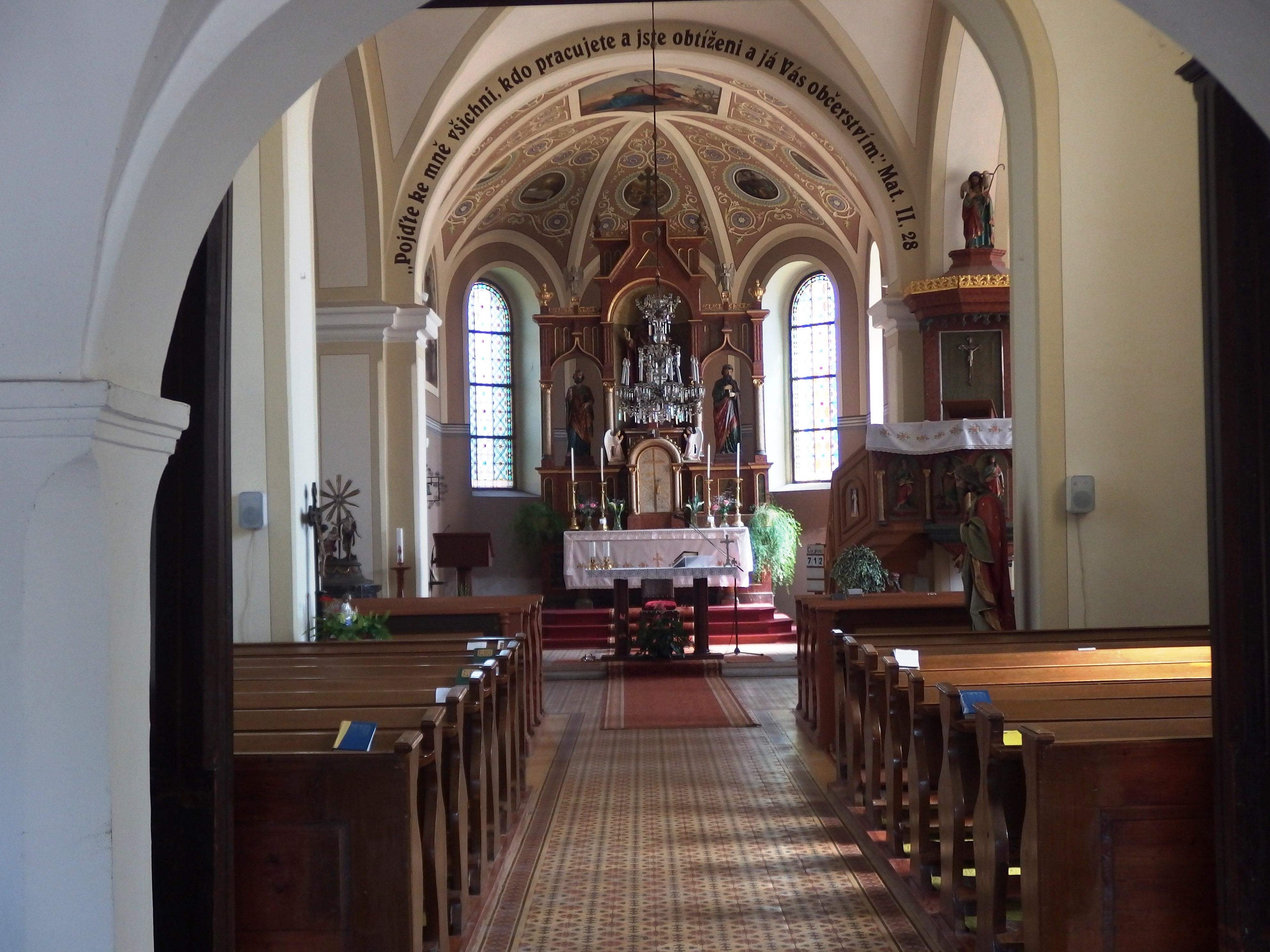
Interiér